# Theodor Gebre Selassie
Theodor „Theo“ Gebre Selassie (* 24. Dezember 1986 in Třebíč, Tschechoslowakei) ist ein ehemaliger tschechischer Fußballspieler. Der rechte Verteidiger  stand 9 Jahre lang bei Werder Bremen unter Vertrag und war tschechischer A-Nationalspieler.

## Karriere

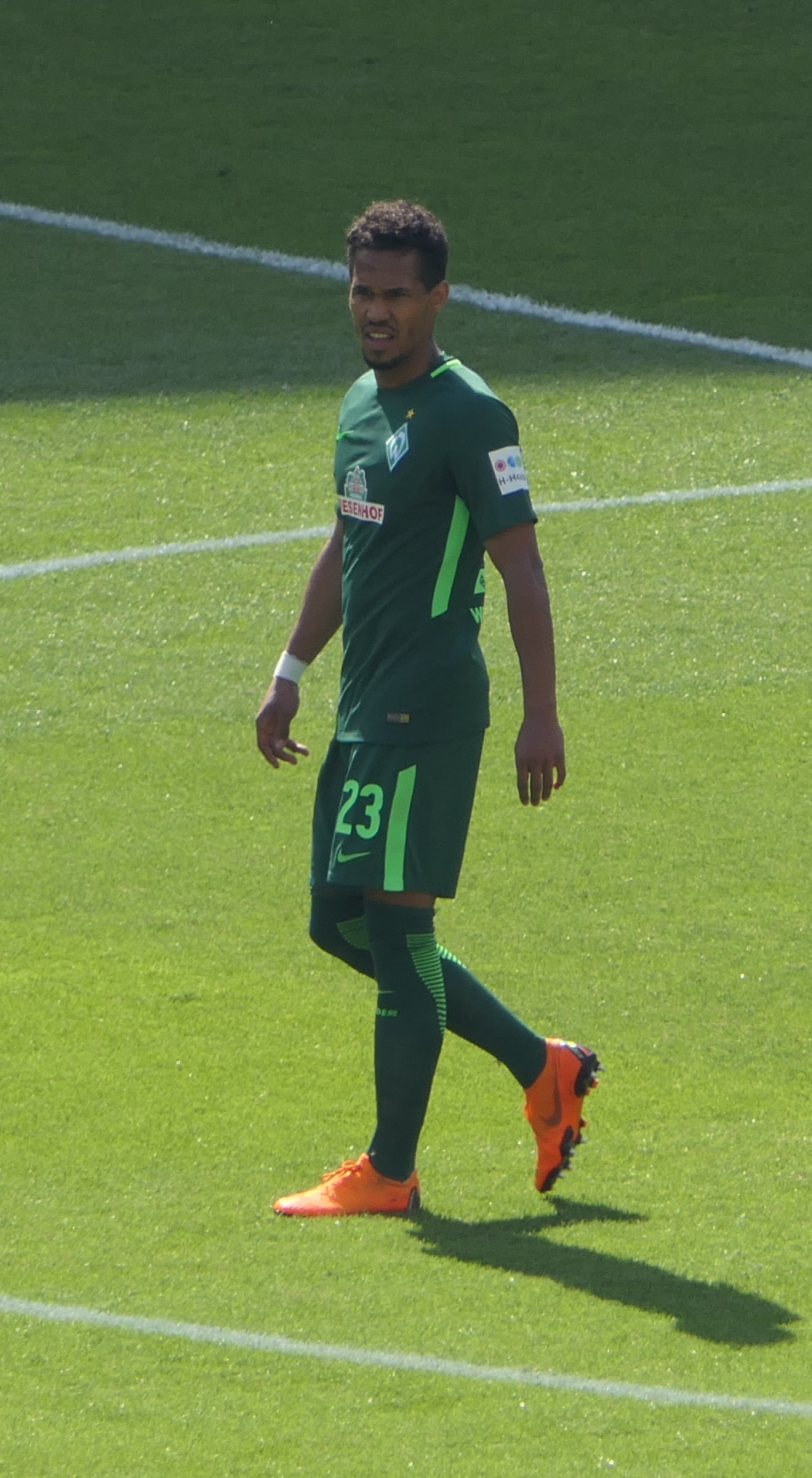
Gebre Selassie 2018 in einem Spiel für Werder Bremen

### Vereine
Gebre Selassie wurde als Sohn eines Äthiopiers und einer Tschechoslowakin in Třebíč geboren; mit dem Fußballspielen begann er in Velké Meziříčí. 1998 wechselte er zum FC Vysočina Jihlava. Ab 2005 wurde der Defensivspieler im B-Team eingesetzt, das in der drittklassigen MSFL spielte. Allerdings bekam er wenig Spielpraxis und wurde deshalb zunächst bis zur Winterpause an seinen Jugendverein FC Velké Meziříčí ausgeliehen, der eine Liga tiefer spielte. Anfang 2006 kehrte der Verteidiger nach Jihlava zurück, zog sich in der Vorbereitung auf die Rückrunde aber eine Verletzung zu und wurde erneut nach Velké Meziříčí abgegeben.
Nach Saisonende beorderte ihn Jihlava zurück, und der junge Abwehrspieler bekam nun auch Spielpraxis in der A-Mannschaft in der 2. Liga. In den ersten Spielen der Saison 2007/08 gehörte er zu den besten Akteuren des FC Vysočina Jihlava, was ihm einen Einsatz in der neu formierten tschechischen U-21-Auswahl einbrachte. Er war damit der erste dunkelhäutige Nationalspieler Tschechiens. Ende September 2007 wurde er von Slavia Prag verpflichtet und unterzeichnete beim Champions-League-Teilnehmer einen Vierjahresvertrag. Im September 2008 wechselte Gebre Selassie auf Leihbasis zu Slovan Liberec. Nach einer Saison wurde er im Juli 2009 fest verpflichtet. Mit Slovan Liberec wurde er in der Saison 2011/12 Meister.
Nach dem Ausscheiden Tschechiens im Viertelfinale der EM 2012 gegen Portugal verpflichtete der SV Werder Bremen Gebre Selassie zur Saison 2012/13. Am 13. November 2019 verlängerte er seinen bis 2020 gültigen Vertrag in Bremen vorzeitig. Im Januar 2021 überholte er im Spiel gegen Union Berlin mit seinem 251. Bundesligaeinsatz Claudio Pizarro als ausländischer Spieler mit den meisten Bundesligaeinsätzen für Werder Bremen.
Nachdem sein Vertrag mit Werder Bremen im Sommer 2021 nach dem Abstieg in die 2. Bundesliga ausgelaufen war, kehrte Gebre Selassie zu seinem früheren Verein, Slovan Liberec, zurück.
Am 4. Juni 2023 gab er via Twitter bekannt, nach Abschluss der Saison 2022/23 seine Karriere als Profifußballer zu beenden.
Seine Tore erzielte er vornehmlich per Kopfball, da er über eine große Sprungkraft verfügt.

### Nationalmannschaft
Bei der Europameisterschaft 2016 in Frankreich gehörte er dem tschechischen Aufgebot an und kam im ersten Gruppenspiel, das mit 0:1 gegen die Auswahl Spaniens verloren wurde, zum Einsatz. Es blieb sein einziges Turnierspiel und er schied mit der Mannschaft nach der Gruppenphase aus dem Turnier aus.
Am 21. Mai 2019 trat Selassie aus der Nationalmannschaft zurück.

## Erfolge
- Tschechischer Meister 2012 (mit Slovan Liberec)

## Sonstiges
Seine Schwester Anna Gebre Selassie ist eine Handballnationalspielerin der Tschechischen Republik. Gebre Selassie hat mit seiner Ehefrau einen 2014 geborenen Sohn.
Bei der Registrierung des Spielers beim tschechischen Verband unterlief ein Fehler: Im Spielerpass ist Gebre Selassie als Theodor Gebreselassie eingetragen. Weitere Alternativschreibweisen seines Namens sind Theo Gebreselassie oder Theo Gebre Selassie.